# 232
Правління імператора Александра Севера у Римській імперії. У Китаї триває період трьох держав, найбільшою державою на території Індії є Кушанська імперія, у Персії править династія Сассанідів.
На території лісостепової України Черняхівська культура. У Північному Причорномор'ї готи й сармати.

## Події
- У римо-перській війні після взаємних невдач і великих втрат підписане перемир'я.

## Народились
- Флоріан, майбутній римський імператор.
- Проб, майбутній римський імператор.

## Померли
- Цао Чжи